# Дон, Игнасио
Игна́сио Дон (исп. Ignacio Óscar Don Núñez; 28 февраля 1982, Сельва, провинция Сантьяго-дель-Эстеро) — аргентинский и парагвайский футболист, вратарь.

## Карьера
Игнасио Дон родился в аргентинском городе Сельва, но в профессиональном футболе дебютировал в парагвайском «Насьонале» в возрасте 22 лет. С этой командой связана большая часть карьеры аргентинца.
В 2008 году «Насьональ» впервые с 1995 года стал вице-чемпионом страны, а уже в 2009 году «Академия» прервала 63-летнюю паузу без чемпионских титулов, выиграв Клаусуру-2009. На стыке десятилетий «Насьональ» вместе с Доном выдвинулся в число лидеров парагвайского футбола. «Альбос» выиграли ещё два чемпионата (Апертуру 2011, Апертуру 2013) и заняли второе место в Клаусуре 2012.
Дон непродолжительное время выступал в других командах — в 2007 году он играл в чилийском «Уачипато», а в 2010 году в Апертуре (то есть в первой половине календарного года) на правах аренды защищал цвета «Рубио Нью».
В 2014 году «Насьональ» впервые в своей истории сумел выйти в финал Кубка Либертадорес. На групповой стадии Дон сумел лишь однажды оставить свои ворота «сухими» — в домашней игре против венесуэльской «Саморы» (1:0). В целом, у парагвайского клуба были проблемы в обороне и в плей-офф команда попала вовсе с отрицательной разницей забитых и пропущенных мячей. Однако в дальнейшем «Насьональ» вплоть до первого финального матча не пропускал дома ни одного мяча, победив 1:0 «Велес Сарсфилд» и «Арсенал» (Саранди), а также 2:0 — «Дефенсор Спортинг». В четвертьфинале с «Арсеналом» в ответной игре Дон также не пропустил голов благодаря гостевой ничье 0:0. В первой финальной игре «Академия» сыграла дома 1:1 с аргентинским «Сан-Лоренсо», а в гостях уступила с минимальным счётом 0:1. Дон не сумел отразить пенальти, реализованный парагвайским легионером «Сан-Лоренсо» Нестором Ортигосой.
В 2016 году Дон перешёл в другой асунсьонский клуб — «Серро Портеньо».

## Титулы и достижения
- Чемпион Парагвая (3): 2009 (Клаусура), 2011 (Апертура), 2013 (А)
- Вице-чемпион Парагвая (2): 2008 (А), 2012 (К)
- Финалист Кубка Либертадорес (1): 2014